# Callionymidae

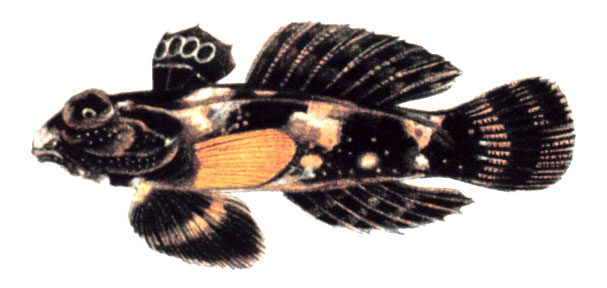
Synchiropus ocellatus.

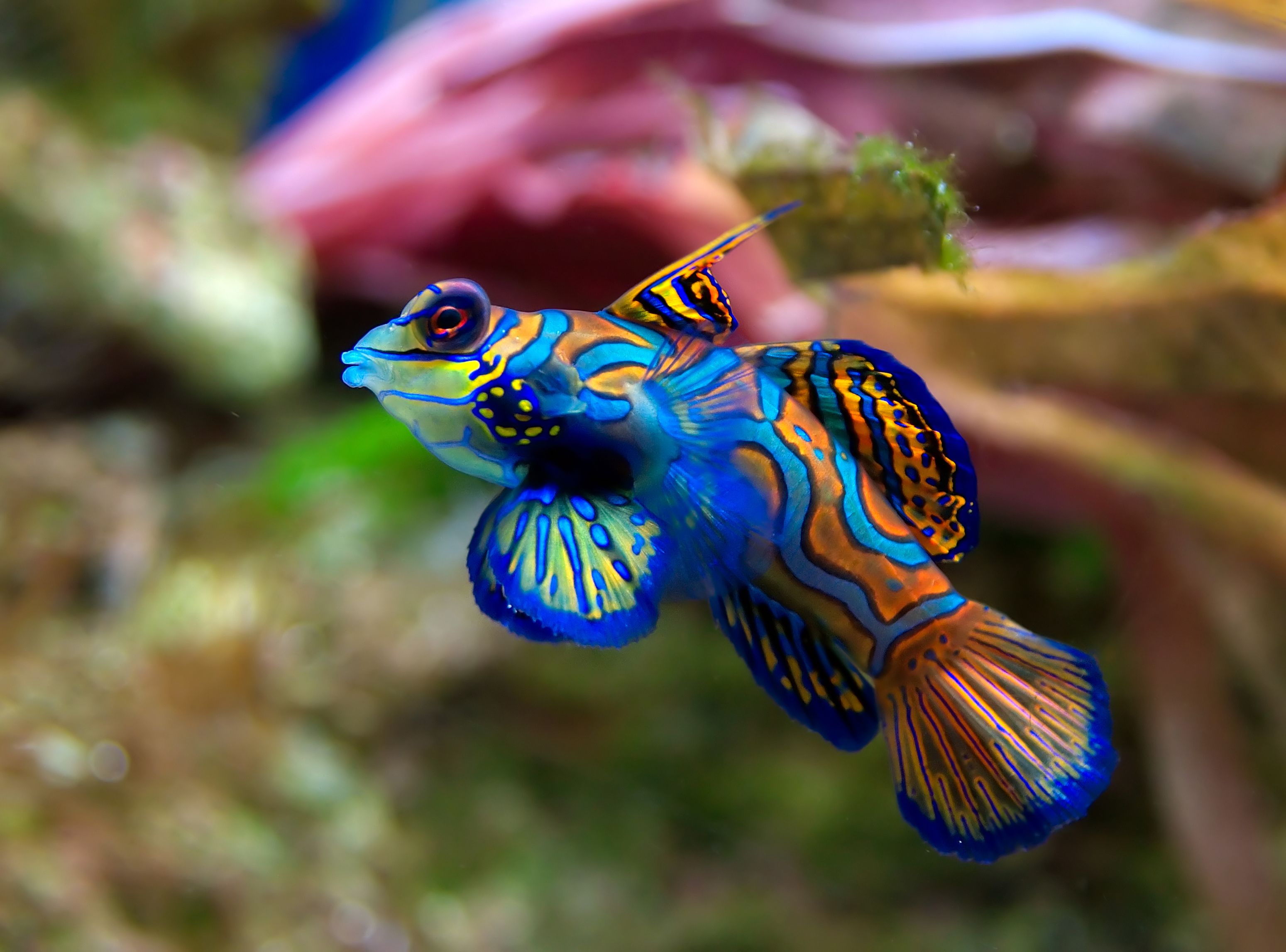
Synchiropus splendidus.

Los dragoncitos o Callionymidae (calinonímidos) es una familia de peces marinos incluida en el orden Perciformes. Son especies tropicales, distribuidas la mayoría por el Índico y el oeste del océano Pacífico.
Son pequeños, con una longitud máxima de unos 25 cm. Las pequeñas agallas se abren en la parte superior de la cabeza, con una fuerte espina en el preopérculo, aunque el opérculo no presenta espinas. Tienen una pareja de huesos nasales. Normalmente cuatro espinas en la aleta dorsal. Muy coloreados con un gran dimorfismo sexual.
Viven sobre el fondo arenoso, donde se alimentan de pequeños invertebrados bentónicos, mientras que algunas especies moran entre corales.
Algunas especies del género Synchiropus son populares en los acuarios, aunque son difíciles de mantener pues solo se alimentan de invertebrados.

## Géneros y especies
Existen unas 130 especies agrupadas en los 18 géneros siguientes:
- Género Anaora (Gray, 1835)
- Género Bathycallionymus (Nakabo, 1982)
- Género Callionymus (Linnaeus, 1758) - el único presente en el Mediterráneo.
- Género Dactylopus (Gill, 1859)
- Género Diplogrammus (Gill, 1865)
- Género Draculo (Snyder, 1911)
- Género Eleutherochir (Bleeker, 1879)
- Género Eocallionymus (Nakabo, 1982)
- Género Foetorepus (Whitley, 1931)
- Género Minysynchiropus (Nakabo, 1982)
- Género Orbonymus (Whitley, 1947)
- Género Paracallionymus (Barnard, 1927)
- Género Paradiplogrammus (Nakabo, 1982)
- Género Protogrammus (Fricke, 1985)
- Género Pseudocalliurichthys (Nakabo, 1982)
- Género Pterosynchiropus (Nakabo, 1982)
- Género Repomucenus (Whitley, 1931)
- Género Synchiropus (Gill, 1859)